# Jobus Fincelius
Jobus Fincelius, latinisiert aus Hiob Fincel (* Weimar; † nach 1568 in Zwickau), war ein deutscher Humanist und Arzt.
Er studierte in Erfurt, Jena und Wittenberg. 1559 wurde er Professor der Philosophie in Jena, 1562 Professor und Assistent an der medizinischen Fakultät ebenda. Er wirkte als Physikus in Weimar und in Zwickau 1568. Fincelius veröffentlicht 1556 als frühe Quelle die Sage über den Rattenfänger von Hameln.

## Schriften
- Wunderzeichen mit Figuren: Wahrhafftige beschreibung vnd gründliche verzeichnis, schrecklicher Wunderzeichen vñd Geschichten, die von dem Jar an 1517. bis auff jtziges Jar 1556 geschehen vñ ergangen sind. Christian Rödiger, Jena 1556 (Digitalisat der Bayerischen Staatsbibliothek München)
- Der ander Teil Wunderzeichen: gründlich verzeuchnis schrecklicher Wunderzeichen vnnd Geschichten, so jnnerhalb viertzig Jaren sich begeben haben